# 四海幫海德堂
海德堂，屬於四海幫的直系堂口（黑社會團體），是台灣廣域性（黑社會組織）。本以台中地區為基地，目前已擴展到台北活動。

## 略歷
1990年代台灣的外省掛幫派大舉南下發展勢力版圖。1994年經由四海幫主委陳永和與大老藺磊洽的指示下，於同年7月間，以四海幫[台中地區]負責人:張進德，在[台中市]建德街成立總堂口，利用企業公司（海德機構）名義經營組織，並大肆吸收台中當地有前科的不良份子加入。
在一段時間的籌組後，於1994年9月19日晚間，在[台中縣霧峰區]的首府山莊內，以張進德（綽號「德哥」）為代表，與四海幫主委陳永和、藺磊洽等多位大老級人物共同主持開香堂、[拜關公，歃血为盟]等儀式。四海幫海德堂旗下另設有忠、孝、仁、愛、信、義、和等七個分堂，由陳殿奇等人担任各分堂堂主；以及一亇以楊繼安为首的［捍衛隊］。平常從事［地下錢莊］、［工程圍標］、［特種營業圍事］等非法行業。
1995年12月14日，在百餘名台中市警力的緝捕掃蕩下，位於[台中市]建德街的總堂口內查獲幫旗、帳冊、制式手槍和各式子彈，並逮捕54名幫中幹部等相關人士；事後，警方指出該組織由最初20餘名成員，卻在短短半年內已快速擴充至擁有兩三百員幫眾，是當時四海幫直系堂口中最強盛的堂口之一，對中部各地治安危害甚大。
1996年8月，全國掃蕩非法幫派組織的「治平專案」實施，台中地區的海德堂再度成為該區警方掃蕩的重點組織。伴隨「自首解散幫派」的政策，經台中警方多方策動下，終於在1997年1月24日，由總堂主張進德等23名四海幫份子集體向台中市警局自首，並且宣佈解散海德堂。

## 歷任堂主
- 首任：張進德(綽號『阿德』)
- 二任：楊尚祈(綽號『楊大』)
- 三任：林文鴻(綽號『小林』)
- 四任：潘正裕(綽號『黑雞』)
- 五任：葉品程(綽號：黑豹)
- 六任：曹詠淳(綽號『灰狼』)

## 組織
不明

## 參閲
- 四海幫
- 治平專案